# Lanky, l'homme à la carabine
Pour plus de détails, voir Fiche technique et Distribution.
Lanky, l'homme à la carabine, (Per il gusto di uccidere) est un western hispano-italien de Tonino Valerii sorti en 1966.

## Fiche technique
Sauf indication contraire, les informations mentionnées dans cette section peuvent être confirmées par la base de données cinématographiques IMDb,  présente dans la section « Liens externes ».
- Titre original espagnol : Cazador de recompensas
- Titre original italien : Per il gusto di uccidere
- Titre français : Lanky, l'homme à la carabine
- Réalisateur : Tonino Valerii
- Assistants au réalisateur : Julio Sempere, Ezio Palaggi
- Scénario : Victor Auz, Tonino Valerii
- Photographie : Stelvio Massi
- Montage : Yosi Salgado
- Musique : Nico Fidenco
- Scénographie : Pablo Gargol, Carlo Simi
- Costumes : Rosalba Menichelli
- Trucages : Adolfo Ponte
- Producteurs : Francesco Genesi, Vincenzo Genesi, José López Moreno, Daniele Senatore, Lucio Bompani
- Société de production : Hercules Cinematografica, Montana Films
- Pays de production :  Espagne -  Italie
- Langue de tournage : italien, espagnol
- Format : Couleur - 2,35:1 - son mono - 35 mm
- Genre : Western spaghetti
- Durée : 86 minutes
- Date de sortie :	
  - Italie : 6 août 1966
  - Espagne : 4 décembre 1967
  - France : 31 janvier 1968[1]

## Distribution

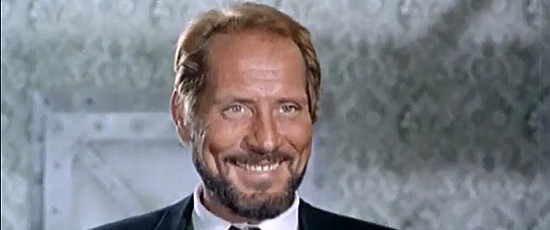
Piero Lulli.

- Craig Hill : Lanky Fellow
- George Martin : Gus Kennebeck
- Piero Lulli : Collins
- Fernando Sancho : Sanchez
- Frank Ressel : Aarons
- George Wang : Machete
- Diana Martìn : Peggy Kennebeck
- Eugenio Galadini : Jefferson
- Rada Rassimov : Isabelle
- José Marco : John Kennebeck
- Lorenzo Robledo : le shérif
- Sancho Garcia : Bill Kilpatrick
- José Canalejas : Peter
- José Manuel Martín : Rodrigo
- Dario De Grassi : Steve